# Balázs Szokolay
Balázs Szokolay (* 2. Juli 1961 in Budapest) ist ein ungarischer Pianist.

## Leben
Der Sohn des Komponisten Sándor Szokolay begann im Alter von fünf Jahren Klavier zu spielen. Seine erste Lehrerin war Erna Czövek. An der Franz-Liszt-Musikakademie studierte er bei Klára Máthé, Pál Kadosa, Zoltán Kocsis, György Kurtág und Ferenc Rados. Nach dem Abschluss 1983 setzte er als Stipendiat seine Ausbildung zwei Jahre lang in Moskau bei Michail Woskressenski und in München bei Amadeus Webersinke, Ludwig Hoffmann und Yvonne Lefébure fort.
Zwischen 1973 und 1990 war Szokolay Preisträger von internationalen Klavier- und Kammermusikwettbewerben u. a. in Usti-nad-Labem, Zwickau, Leeds, Brüssel, Montreal, Terni und Budapest. In späteren Jahren war er auch Juror bei Wettbewerben in den Niederlanden, Italien, Bulgarien und Russland. Als Solist trat er u. a. mit dem Franz Liszt Chamber Orchestra und mit dem Birmingham Symphony Orchestra unter Leitung von Simon Rattle auf. Sein besonders Interesse gilt aber der Kammermusik. Zu seinen Kammermusikpartnern zählen u. a. Clemens Hagen, Aurèle Nicolet, Zoltán Kocsis, Miklós Perényi, Vilmos Szabadi, Gervaise de Peyer, das Bartók Quartett und das Shanghai Quartett. Er hatte Hörfunk- und Fernsehauftritte in Großbritannien (BBC), Italien (RAI), Deutschland (RIAS), Kanada (CBC) und Ungarn und spielte Alben u. a. bei den Labels Naxos und Hungaroton ein. Ein Album mit Werken von Edward Grieg wurde 1992 vom Daily Telegraph als Album des Jahres ausgezeichnet.
1987 wurde Szokolay Professor für Klavier an der  Franz-Liszt-Musikakademie. 1997–98 hatte er eine Gastprofessur an der Yeungnam-Universität in Südkorea inne. 2006 unterrichtete er an der Montclaire State University in New Jersey. Ab 2009 war er Gastprofessor an der Universität Graz. Im Jahr 2012 wurde er Professor für Klavier an der Hochschule für Musik Franz Liszt in Weimar. Die ungarische Regierung zeichnete ihn 2001 mit dem Franz-Liszt-Preis (Liszt Ferenc-díj) aus. Auch sein Neffe Ádám Szokolay hat eine Laufbahn als Pianist eingeschlagen.